# 費馬斯 (密蘇里州)
費馬斯（英語：Famous）是位於美國密蘇里州林肯縣的非建制地區。

## 歷史
費馬斯的郵局於1883年設立，其後於1908年停運。

## 地理
費馬斯所處的海拔為高於海平面146米（即479英呎），而該地所採用的時區為UTC-6，即北美中部時區（CST）。同時該地設有夏令時間，為UTC-6調快一小時，即UTC-5（CDT）。